# St. Petersburg Open 1998
Il St. Petersburg Open 1998 è stato un torneo di tennis giocato sul sintetico indoor. È stata la 4ª edizione del St. Petersburg Open, che fa parte della categoria International Series 
nell'ambito dell'ATP Tour 1998. Il torneo si è giocato al Petersburg Sports and Concert Complex di San Pietroburgo in Russia, dal 9 al 15 febbraio 1998.

## Campioni

### Singolare
Richard Krajicek ha battuto in finale  Marc Rosset con il punteggio di 6–4, 7–6(5)

### Doppio
Nicklas Kulti /  Mikael Tillström hanno battuto in finale  Marius Barnard /  Brent Haygarth con il punteggio di 3–6, 6–3, 7–6(3)